# Wine Tower
Wine Tower ist ein Turm etwa 50 Meter von Kinnaird Castle entfernt am Kinnaird Head in der schottischen Council Area Aberdeenshire. Der Turm stammt aus dem 16. Jahrhundert und erhielt vermutlich seinen Namen, weil er als Weinkeller für die nahegelegene Burg diente.

## Beschreibung
Der Hocheingang zum Turm liegt im 1. Obergeschoss des dreistöckigen Gebäudes und ist über eine Außentreppe zugänglich. Das Gebäude aus Bruchstein mit einer Grundfläche von 8,1 Meter × 6,4 Meter enthält etlichen schön behauenen Hängezierat. Der Turm ist etwa 8,2 Meter hoch. Jedes Stockwerk enthält einen Raum; der Hauptschlafraum mit Vestibül liegt im 1. Obergeschoss. Der Raum im 2. Obergeschoss ist über eine gerade Treppe zugänglich, der Raum im Erdgeschoss über eine Bodenklappe.

## Sage
Im spärlich durch ein schlitzförmiges Fenster in der Nordmauer belichteten Erdgeschossraum und in der darunter liegenden Höhle sperrte ein Mitglied der Besitzerfamilie Fraser einmal den Freund seiner Tochter ein und ließ ihn dort ertrinken. Die Tochter sprang dann vom Dach des Turms. Auf den Felsen unterhalb des Turms wurde rote Farbe angebracht, die ihr Blut darstellen soll. Man sagt, dass der Turm von Geistern heimgesucht werde.